# José María Pino Suárez
Pour les articles homonymes, voir Pino (homonymie) et Suárez.
José María Pino Suárez, né le 8 septembre 1869 à Tenosique (Tabasco) et mort assassiné le 22 février 1913 à Mexico, est un avocat, journaliste, propriétaire de journal, et homme d'État mexicain, qui est une figure clé de la révolution mexicaine et est vice-président du Mexique de 1911 jusqu'à son assassinat en 1913, lors des événements des Décade Tragique. Aux côtés du président Francisco I. Madero, il reste dans les mémoires comme un champion de la démocratie et un défenseur de la justice sociale au Mexique.
L'avocat, diplomate et écrivain Ismael Moreno Pino est son petit-fils.

## Biographie
Né à Tenosique, au sein d'une famille politique éminente de la péninsule du Yucatán, son arrière-grand-père Pedro Sainz de Baranda est un héros de la guerre d'indépendance mexicaine. Pino Suárez est éduqué par les jésuites à Mérida avant d'obtenir son licence en droit en 1894. Par la suite, il fonde un cabinet d'avocats à Mexico en association avec Joaquín Casasús, un ancien ambassadeur à Washington et un juriste éminent étroitement lié à l'élite porfirienne. Il s'implique également dans diverses entreprises aux côtés de son beau-père, Raymundo Cámara, un éminent homme d'affaires qui joue un rôle remarquable dans l'expansion économique que connait la péninsule du Yucatán à la fin du XIXe siècle et au début du XXe siècle.
En 1896, il épouse María Cámara Vales, descendante d'un « puissant clan de la haute aristocratie du Yucatán ». Son oncle, Agustín Vales Castillo, est un industriel et banquier qui est préfet de Mérida de 1902 à 1908. Deux des frères de María ont également leur propre carrière politique : Nicolás Camára Vales est gouverneur du Yucatán, tandis qu'Alfredo Pino Cámara est gouverneur du Quintana Roo.

Son arrière-grand-père, Pedro Sáinz de Baranda, était un héros de la Guerre d'Indépendance du Mexique.

En 1904, il fonde El Peninsular, un journal qui donne la parole à une nouvelle génération d'intellectuels libéraux opposés à Olegario Molina, un puissant cacique porfirien. El Peninsular gagne rapidement des lecteurs et des annonceurs, se distinguant par son utilisation de la technologie d'impression moderne, sa couverture des nouvelles nationales et internationales, et son équipe éditoriale composée d'éminents intellectuels yucatèques. Pino Suárez rédige une série d'articles de journalisme d'enquête qui révèlent l'exploitation des peuples indigènes Maya et Yaqui, qui ont été illégalement réduits à des conditions d'esclavage dans certaines haciendas henequen. Cela suscite la colère de certains secteurs de l'oligarchie yucatèque, connue sous le nom de « caste divine », qui ont utilisé leur pouvoir politique et économique pour menacer l'existence du journal. La défense de la liberté d'expression contre la censure gouvernementale conduit Pino Suárez à entrer dans l'arène politique.

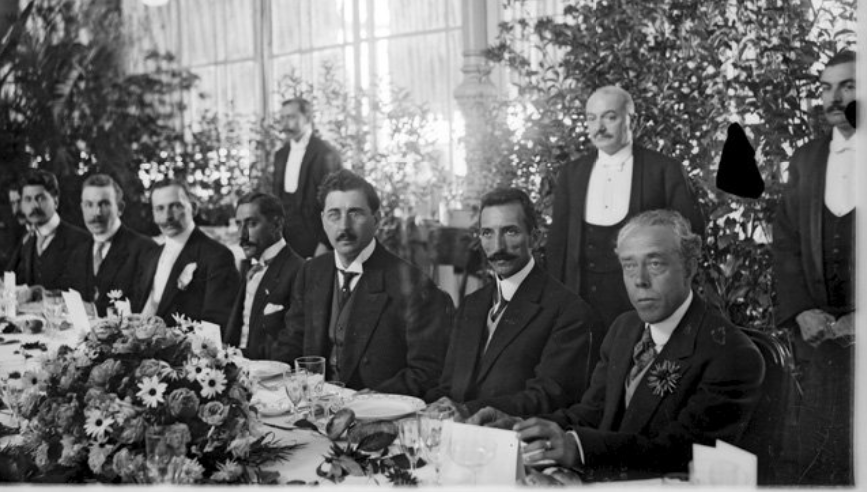
Pino Suárez dînant avec des politiciens du bloc de renouveau.

En tant que partisan de Francisco I. Madero, il partage la lutte de Madero pour démocratiser le pays. À mesure que la popularité de Madero augmente, Porfirio Díaz, le dictateur, décide de l'emprisonner sous des accusations de sédition. Après s'être échappé de prison, Madero publie le Plan de San Luis, qui déclare les élections fédérales de 1910 frauduleuses et exige diverses réformes politiques et sociales, notamment l'établissement d'institutions démocratiques, l'interdiction de la réélection présidentielle, la réforme agraire et une journée de travail de huit heures, entre autres. Ce plan devient un point de référence pour les opposants à la dictature porfirienne et conduit à la révolution mexicaine. Pino Suárez organise la cause révolutionnaire dans la région du sud-est du Mexique et, menacé d'emprisonnement et contraint à l'exil, rejoint Madero à San Antonio, au Texas. Là, Madero établit un gouvernement provisoire et nomme Pino Suárez ministre de la Justice. Après une victoire militaire significative pour la cause révolutionnaire, Pino Suárez est l'un des quatre commissaires de paix chargés de négocier le traité de Ciudad Juárez, marquant la fin de la dictature porfirienne après trois décennies au pouvoir.
Après le triomphe de la Révolution, Pino Suárez est nommé gouverneur du Yucatán par le congrès local, mais sa nomination est accueillie par des manifestations violentes de partisans de Delio Moreno Cantón, un homme politique populiste proche de l'ancien régime qui bénéficiait d'un fort soutien parmi les classes ouvrières. Lors d'une élection très disputée, Pino Suárez parvient à obtenir le soutien de la majorité de l'élite économique régionale et est élu pour un mandat de gouverneur par une faible marge. Peu de temps après, il demande un congé de son poste pour assumer la vice-présidence, et le congrès de l'État nomma Nicolás Cámara Vales, son beau-frère, comme son successeur au poste de gouverneur.

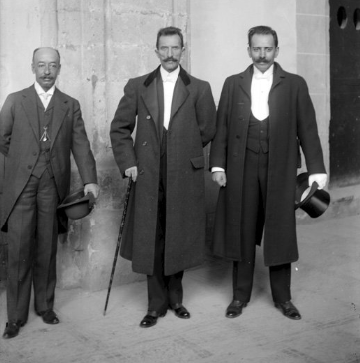
J.M. Pino Suárez (au centre) est photographié au ministère de l'Éducation avec Miguel Díaz Lombardo, le ministre sortant de l'Éducation (à gauche), et Alberto J. Pani, le sous-secrétaire (à droite)."

Les élections présidentielles de 1911 sont considérées comme pacifiques, propres et démocratiques, marquant une étape importante dans l'histoire du pays. Lors de ces élections, Francisco I. Madero est élu président et José María Pino Suárez vice-président, formant ce qui est considéré comme le premier gouvernement élu démocratiquement au Mexique. En février 1912, Pino Suárez assume un rôle important en tant que ministre de l'Éducation, et son principal objectif est de mettre en œuvre une réforme éducative complète. Conscient du faible taux d'alphabétisation dans le pays, il concentre ses efforts pour rendre l'éducation publique accessible au-delà de l'élite, plaidant en faveur de l'éducation populaire. De plus, il cherche à promouvoir une transition idéologique dans l'éducation, passant du positivisme à l'humanisme. Il fait face à l'opposition des « Científicos », le groupe qui contrôle l'École nationale de jurisprudence et résiste aux réformes éducatives du gouvernement Madero. Cette situation conduit à la création de l'Escuela Libre de Derecho, qui est établie en opposition ouverte à Pino Suárez. Malgré cela, Pino Suárez autorise cette institution à fonctionner de manière autonome par rapport au gouvernement.

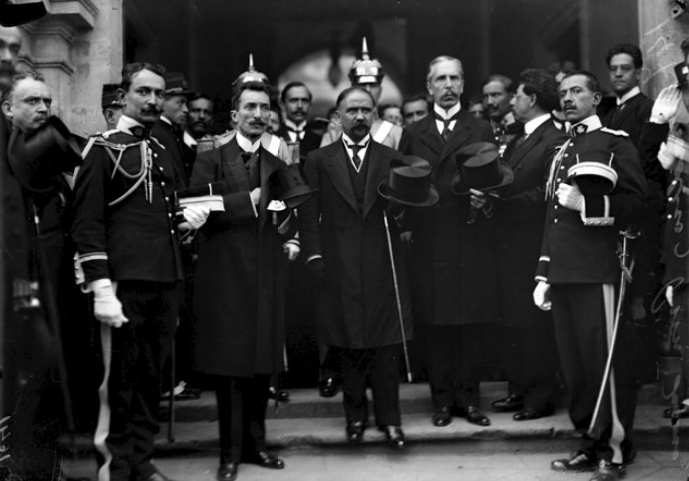
Madero et Pino Suárez, représentés aux côtés de l'armée porfiriste qui finirait par les trahir. À gauche de Madero se trouve Pedro Lascuráin, le ministre aux Affaires étrangères

Au sein du gouvernement, Pino Suárez dirige le bloc de renouveau, une faction libérale du mouvement maderiste qui plaide en faveur de politiques publiques orientées vers le libéralisme social et les réformes progressistes promises dans le Plan de San Luis. Malgré une majorité parlementaire, ils font face à une opposition bien organisée qui comprend d'anciens porfiriens. Malgré les défis, les homme politiques du bloc de renouveau jouent un rôle significatif dans la rédaction de la Constitution du Mexique (1917), qui se distingue comme la première constitution au monde à inclure de nombreuses garanties et protections sociales et économiques étendues, telles que des dispositions concernant le travail, la réforme agraire et la dimension sociale des droits de propriété.
Le gouvernement réformiste de Madero est considéré comme trop progressiste par certains et pas assez radical par d'autres. Il doit faire face à plusieurs rébellions dirigées par différentes factions révolutionnaires et contre-révolutionnaires jusqu'à ce qu'il soit renversé par un coup militaire en février 1913. Par la suite, tant Madero que Pino Suárez sont assassinés sur ordre du général Victoriano Huerta, le dictateur qui les remplace. En 1969, María Cámara Vales, la veuve de Pino Suárez, reçoit la médaille d'honneur Belisario Domínguez du Sénat du Mexique, reconnaissant le sacrifice que le couple a fait pour le pays. En 1986, le président Miguel de la Madrid ordonne que les restes de José María Pino Suárez soient transférés avec tous les honneurs militaires à la Rotonde des Personnes Illustres, un cimetière qui rend hommage à ceux qui sont considérés comme ayant exalté les valeurs civiques et nationales du Mexique.

## Assassinat
Au début de l'année 1913, un coup d'État contre Madero est préparé par le général Victoriano Huerta, Bernardo Reyes, Félix Díaz, le neveu de Porfirio, et l'ambassadeur américain Henry Lane Wilson. Le coup d'état est fixé au 9 février 1913, et est le début d'une période confuse et sanglante qui dure dix jours (la décade tragique). 

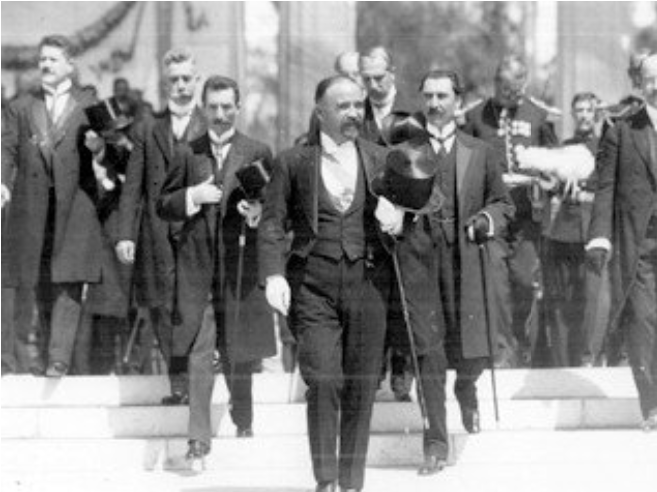
Madero et Pino Suárez lors du dernier événement public auquel ils ont assisté peu de temps avant leur assassinat

Peu de temps après avoir été destitué, Pino Suárez écrit ce qui suit : 
« Qu'ai-je fait pour mériter une tentative d'assassinat ? La politique n'a apporté que de l'angoisse, de la douleur et de la déception. Croyez-moi, je n'ai jamais cherché que le bien. La politique, telle qu'elle est pratiquée, est synonyme de haine, d'intrigue, de fausseté et de profit. Monsieur Madero et moi pouvons affirmer que nous n'avons pas pratiqué cette forme de politique. Est-ce juste de susciter tant de haine, et par conséquent de conduire deux hommes honnêtes, qui n'ont pas nourri de haine, d'intrigue, de tromperie ou de profit, vers l'échafaud ? »
Le 22 février, Madero et Pino Suárez sont assassinés par des militaires chargés de les transférer du Palais national à un pénitencier, sous prétexte de tentative d'évasion. L'opération est supervisée par le général Aureliano Blanquet et Cecilio Ocón. Le major Francisco Cárdenas qui commandait le détachement, fait descendre Madero et l'abat de deux balles dans la tête. Le vice-président est fusillé le long du mur du pénitencier.